# Ligue de diamant 2010 - saut en longueur féminin
Navigation
2011
Le concours du saut en longueur féminin de la Ligue de Diamant 2010 s'est déroulé du 4 juin au 19 août 2010. La compétition a successivement fait étape à Oslo, New York, Lausanne, Paris, Stockholm et Londres, la finale se déroulant à Zurich. L'épreuve est remportée par l'Américaine Brittney Reese.

## Calendrier
| Date            | Meeting                 | Ville    | Pays        |
| --------------- | ----------------------- | -------- | ----------- |
| 4 juin 2010     | Bislett Games           | Oslo     | Norvège     |
| 12 juin 2010    | Meeting de New York     | New York | États-Unis  |
| 8 juillet 2010  | Athletissima            | Lausanne | Suisse      |
| 16 juillet 2010 | Meeting Areva           | Paris    | France      |
| 6 août 2010     | DN Galan                | Paris    | Suède       |
| 13 août 2010    | Aviva London Grand Prix | Paris    | Royaume-Uni |
| 19 août 2010    | Weltklasse Zurich       | Zurich   | Suisse      |

## Résultats
| Date | Meeting   | 1er                        | 1er   | 2e                         | 2e    | 3e                      | 3e    |
| --- | --------- | -------------------------- | ----- | -------------------------- | ----- | ----------------------- | ----- |
| 4 juin 2010 | Oslo      | Olga Kucherenko 6,91 m     | 4 pts | Naide Gomes 6,78 m         | 2 pts | Darya Klishina 6,77 m   | 1 pt  |
| 12 juin 2010 | New York  | Brianna Glenn 6,78 m       | 4 pts | Ruky Abdoulai 6,66 m       | 2 pts | Funmi Jimoh 6,65 m      | 1 pt  |
| 8 juillet 2010 | Lausanne  | Brittney Reese 6,94 m (SB) | 4 pts | Naide Gomes 6,80 m (SB)    | 2 pts | Tatyana Kotova 6,70 m   | 1 pt  |
| 16 juillet 2010 | Paris     | Brittney Reese 6,79 m      | 4 pts | Naide Gomes 6,73 m         | 2 pts | Yargelis Savigne 6,73 m | 1 pt  |
| 6 août 2010 | Stockholm | Darya Klishina 6,78 m      | 4 pts | Brittney Reese 6,75 m      | 2 pts | Naide Gomes 6,72 m      | 1 pt  |
| 13 août 2010 | Londres   | Darya Klishina 6,65 m      | 4 pts | Lyudmila Kolchanova 6,65 m | 2 pts | Hyleas Fountain 6,57 m  | 1 pt  |
| 19 août 2010 | Zurich    | Brittney Reese 6,89 m      | 8 pts | Lyudmila Kolchanova 6,73 m | 4 pts | Irène Pusterla 6,70 m   | 2 pts |
| Records et Performances - AR : Record continental (area record) - CR : Record des championnats (championship record) - MR : Record du meeting (meet record) - NR : Record national (national record) - OR : Record olympique (olympic record) - PR : Record paralympique (paralympic record) - PB : Record personnel (personal best) - SB : Meilleure performance personnelle de la saison (season's best) - WL : Meilleure performance mondiale de l'année (world leader) - WJR : Record du monde junior (world junior record) - WR : Record du monde (world record) Circonstances et Conditions - DNF : N'a pas terminé (did not finish) - DNS : N'a pas pris le départ (did not start) - DQ : Disqualification (disqualification) - NM : Aucun essai valable enregistré (No Mark) - Q : Qualifié « directement » au prochain tour (ou à la prochaine compétition), lors d'une compétition majeure, grâce au classement ou à la réalisation des minima (automatic qualifier) - q : Qualifié au prochain tour (ou à la prochaine compétition), lors d'une compétition majeure, grâce au repêchage ou à la réalisation de l'une des meilleures performances parmi celles des « non qualifiés directement » (grâce au meilleur temps ou à la meilleure distance par exemple) (secondary qualifier) |           |                            |       |                            |       |                         |       |

## Classement général
| Rang | Athlète                                                     | Points |
| ---- | ----------------------------------------------------------- | ------ |
| 1    | Brittney Reese                                              | 18     |
| 2    | Darya Klishina                                              | 9      |
| 3    | Naide Gomes                                                 | 7      |
| 4    | Lyudmila Kolchanova                                         | 6      |
| 5    | Brianna Glenn Olga Kucherenko                               | 4      |
| 6    | Ruky Abdoulai Irène Pusterla                                | 2      |
| 10   | Hyleas Fountain Funmi Jimoh Tatyana Kotova Yargelis Savigne | 1      |